# San Martín (estación de TransMilenio)
La estación sencilla San Martín, hace parte del sistema de transporte masivo de Bogotá llamado TransMilenio inaugurado en el año 2000.

## Ubicación
La estación se encuentra ubicada en el noroccidente de la ciudad, específicamente en la Avenida Suba entre calles 85A y 86A. Se accede a ella a través de la Calle 86A
Atiende la demanda de los barrios Escuela Militar, La Patria y sus alrededores.
En las cercanías están Escuela Militar de Cadetes General José María Córdova, la Parroquia San Jorge y la Mezquita de Bogotá.

## Origen del nombre
La estación recibe su nombre de la urbanización San Martín en el barrio Patria, al costado oriental de la estación.

## Historia
El 29 de abril de 2006 fue inaugurada la troncal de la Avenida Suba, que hace parte de la fase dos del sistema TransMilenio.

## Servicios de la estación

### Servicios troncales
| Tipo                                            | Rutas al Norte | Rutas al Sur |
| ----------------------------------------------- | -------------- | ------------ |
| Ruta fácil                                      | 7              | 7            |
| Expresos todos los días todo el día             | C25            | L25          |
| Expresos lunes a viernes todo el día            | C17            | H17          |
| Expresos lunes a viernes hora pico de la mañana |                | J73          |
| Expresos lunes a viernes hora pico de la tarde  | C73            |              |
| Expresos sábados de 4:00 a. m. a 3:00 p. m.     | C17            | H17          |

### Esquema
| ← Norte   |         |         |
| Calle 86A | 7C25C73 | C17     |
|           | Vagón 2 | Vagón 1 |
| Calle 86A | 7L25J73 | H17     |
| Sur →     |         |         |

### Servicios urbanos
Así mismo funcionan las siguientes rutas urbanas del SITP en los costados externos a la estación, circulando por los carriles de tráfico mixto sobre la Avenida Suba, con posibilidad de trasbordo usando la tarjeta TuLlave:
| Código | Sector                | Dirección      | Rutas            |
| ------ | --------------------- | -------------- | ---------------- |
| 400A00 | C Estación San Martín | AK 50 - CL 85A | 599              |
| 212A03 | D Estación San Martín | AK 50 - CL 86B | A103A900G503 599 |

## Ubicación geográfica
| Noroeste: Barrios Unidos | Norte: C Rionegro            | Nordeste: Barrios Unidos |
| Oeste: Barrios Unidos    |                              | Este: E La Castellana    |
| Suroeste: Barrios Unidos | Sur: E NQS Calle 75 - Zona M | Sureste: Barrios Unidos  |